# Povjesničar
Povjesničar je osoba koja se bavi proučavanjem povijesti, tj. "prošle stvarnosti". Obično se pri tome misli na profesionalca, znanstvenika koji ima stručno obrazovanje za taj posao. U hrvatskom jeziku su u istom značenju, osobito ranije, korištene i riječi historičar (prema historija) i povjesnik.
Znanost kojom se povjesničari bave obično se naziva povijest, što može dovesti do zabune jer se istom riječju označava i predmet proučavanja. Ponekad se koristi termin historija, praveći razliku između "povijesti" i "historije". Često su se, međutim, ta dva termina također koristila kao sinonimi. 
Danas za "znanost o povijesti" odnosno "povijesnu znanost" prevladava termin historiografija.
Detaljnije obrazloženje o terminološkim problemima vidi u članku Historija.)
Članke o pojedinim povjesničarima potražite u Kategorija:Povjesničari.